# Gerard Driehuis
Gerardus Theodorus Maria (Gerard) Driehuis (Amsterdam, 14 januari 1954) is een Nederlands journalist.
Driehuis begon zijn journalistieke loopbaan in 1981 als redacteur van opinieweekblad De Tijd. Na de fusie van De Tijd met de Haagse Post, werd hij adjunct-hoofdredacteur (1990-1991) en hoofdredacteur (1991-1995) van HP/De Tijd. In 1995 trad Driehuis in dienst van dagbladconcern Wegener, om als hoofdredacteur de samenvoeging van de Twentsche Courant en dagblad Tubantia te leiden. Sinds 2007 houdt Driehuis zich als consultant bezig met multimediale projecten.
Driehuis is sinds 1 april 2014 directeur Algemene Zaken van debatcentrum De Nieuwe Liefde en sinds 1 januari 2015 van Felix Meritis. Daarnaast is hij initiatiefnemer en een van de drijvende krachten achter 'Welingelichtekringen.nl, een website die de buitenlandse media beschikbaar maakt voor het Nederlandse publiek. Hij is tevens schrijver van het boek Daders en Meelopers.
Driehuis is een broer van televisiepresentator Kees Driehuis.